# T-44

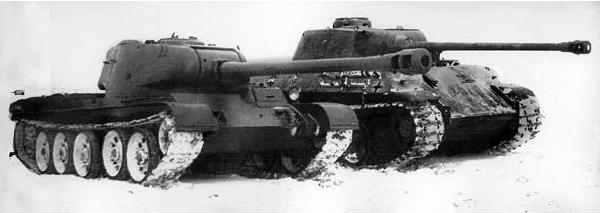
Um T-44 lado a lado com um Panzerkampfwagen V Panther

O T-44 foi um tanque médio produzido a partir do final da Segunda Guerra Mundial pela União Soviética. Foi o sucessor do famoso T-34. Foi desenvolvido para utilizar um canhão principal de 85mm. Tanto o T-44 quanto o T-34 ofereciam desempenho semelhante, portanto, a introdução do T-44 não foi considerada tão importante quanto ao T-34. Menos de 2.000 T-44's foram construídos, em comparação com cerca de 58.000 T-34's. Embora o T-44 estivesse disponível no final da guerra, não foi usado em nenhuma batalha. Era 1 tonelada mais leve que o T-34-85 e ligeiramente mais rápido. O T-44 influenciou fortemente o projeto do tanque de batalha principal T-54/55, principalmente a remoção da inclinação lateral, blindagem frontal expessa e adição de um perfil baixo. Também notável foi o T-44-100, um protótipo com um canhão de 100 mm D-10T , que seria o mesmo canhão de 100 mm montado no T-54/55, com algumas pequenas alterações.
Tentativas foram feitas para melhorar o armamento do T-44 com um novo canhão de 122 mm, mas a torre provou ser muito apertada e a cadência de tiro era baixa, com cerca de três tiros por minuto. O trabalho de design em uma versão ligeiramente ampliada do T-44 começou durante a guerra e um protótipo foi produzido em 1945. Este projeto mais recente entrou em produção em 1947 como a série T-54/55 de tanques médios, a segunda série de tanques mais produzida de todos os tempos.